# Aufenthaltsbescheinigung

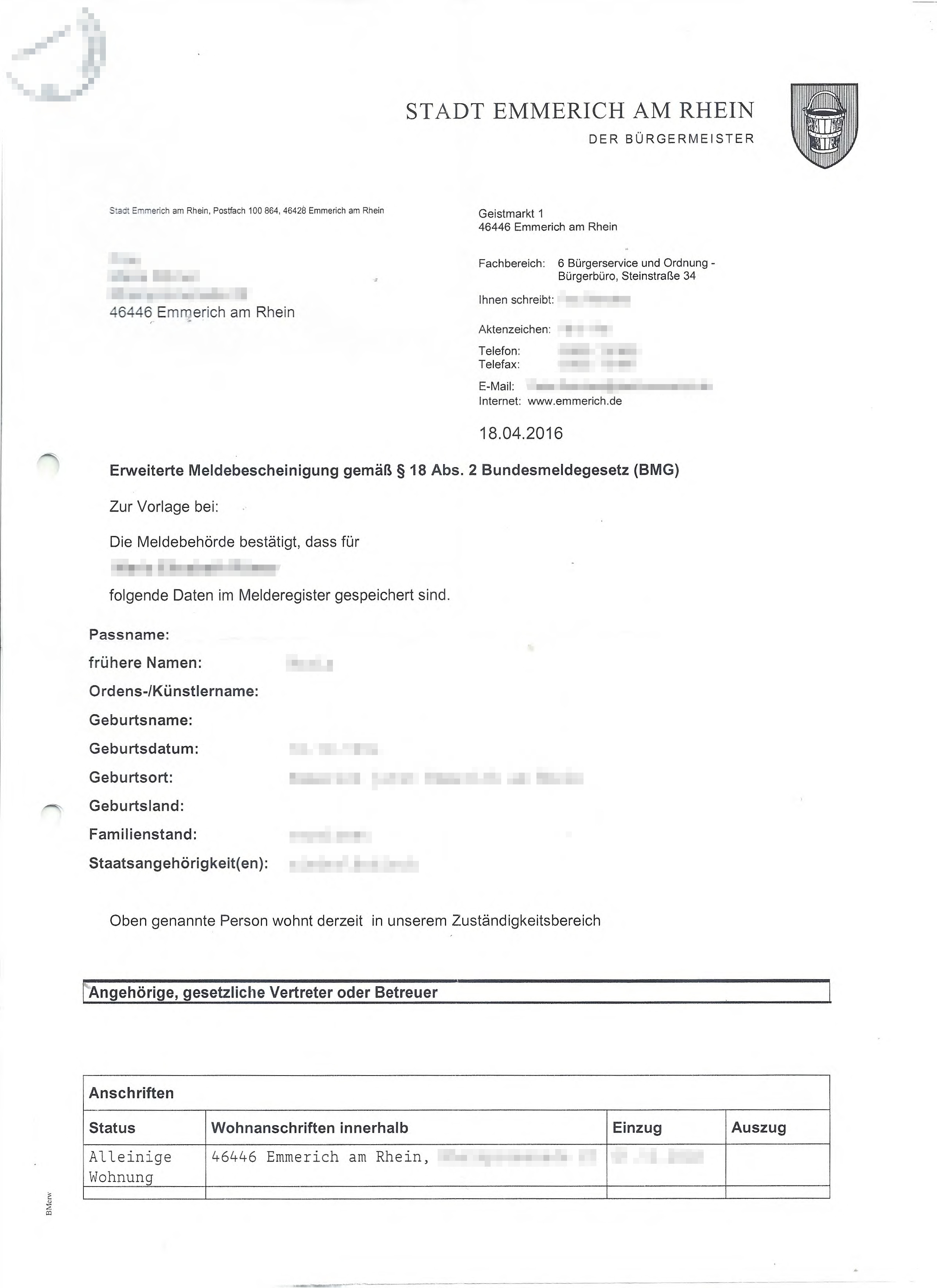
Erweiterte Meldebescheinigung 2016

Als Aufenthaltsbescheinigung, Meldebescheinigung, Niederlassungsbescheinigung, Wohnsitzbescheinigung und Wohnsitzbestätigung werden von der Meldebehörde ausgestellte Bescheinigungen bezeichnet, 
es sind verschiedene besondere Formen der Auskunft aus dem Melderegister.
Sie werden von verschiedenen Behörden (z. B. Standesamt, Nachlassgericht), Versicherungen, Banken, Arbeitgebern und anderen 
als Beleg für die aktuelle Meldesituation verlangt. Sie werden beim Vorliegen eines berechtigten Interesses auch an Dritte ausgestellt.

## Deutschland
Die Meldebescheinigung ist in Deutschland in § 18 Bundesmeldegesetz (BMG) geregelt.
Die Aufenthaltsbescheinigung enthält zusätzlich  den Familienstand, die Staatsangehörigkeit, die Religion und die Zahl der Kinder. 
Siehe auch Meldebestätigung oder auch Anmeldebestätigung.

## Situation in anderen Ländern
- Für Österreich, siehe Meldezettel.
- Für die Schweiz, siehe Schriftenempfangsschein oder Niederlassungsausweis